# Rio Gârlenţu
O Rio Gârlenţu é um rio da Romênia, afluente do Valea Padeşului, localizado no distrito de Timiş.